# Autotyza
Autotyza (ang. autothysis) – mechanizm występujący u niektórych owadów polegający na "wybuchu" ich ciała. Termin ten został po raz pierwszy użyty w 1974 r. przez Eleonorę i Ulricha Maschwitzów, którzy opisali proces zachodzący u Camponotus saundersi.
Termity Neocapritermes taracua używają tego mechanizmu do walki i obrony swoich kolonii przed mrówkami. W czasie eksplozji wydzielają się toksyczne substancje, które paraliżują lub zabijają przeciwnika. Owad poświęca własne życie, by bronić kolonię. Jest to przypadek samobójczego altruizmu.